# Holosteum
- Commons
- Wikispecies

Holosteum L. é um género botânico pertencente à família Caryophyllaceae.

## Espécies
- Holosteum cordatum
- Holosteum umbellatum
- Lista completa

## Classificação do gênero
| Sistema | Classificação                    | Referência               |
| ------- | -------------------------------- | ------------------------ |
| Linné   | Classe Triandria, ordem Trigynia | Species plantarum (1753) |